# Do the Bartman
"Do the Bartman" là một bài hát nằm trong album đầu tiên của những nhân vật thuộc loạt phim hoạt hình Mỹ The Simpsons, The Simpsons Sing the Blues (1990). Nó được phát hành vào ngày 20 tháng 11 năm 1990 như là đĩa đơn đầu tiên trích từ album bởi Geffen Records. "Do the Bartman" được thể hiện bởi diễn viên của The Simpsons Nancy Cartwright, người lồng tiếng cho nhân vật Bart Simpson, bên cạnh sự tham gia góp giọng nền của nghệ sĩ thu âm người Mỹ Michael Jackson và hỗ trợ góp giọng từ Dan Castellaneta (lồng tiếng cho nhân vật Homer Simpson). Bài hát được viết lời và sản xuất bởi Bryan Loren, mặc dù có nhiều tin đồn về việc Jackson đã tham gia đồng viết lời và sản xuất nó.
Sau khi phát hành, "Do the Bartman" đa phần nhận được những phản ứng tích cực từ các nhà phê bình âm nhạc, trong đó họ đánh giá cao giai điệu của nó và so sánh bài hát với những tác phẩm của Jackson. "Do the Bartman" cũng gặt hái những thành công vượt trội về mặt thương mại, đứng đầu các bảng xếp hạng ở Úc, Ireland, New Zealand, Na Uy và Vương quốc Anh, và lọt vào top 10 ở nhiều thị trường khác, bao gồm vươn đến top 5 ở Bỉ, Đan Mạch, Phần Lan, Đức, Hà Lan, Tây Ban Nha và Thụy Điển. Tại Hoa Kỳ, bài hát không được phát hành làm đĩa đơn thương mại nên không thể lọt vào bảng xếp hạng Billboard Hot 100 theo quy định lúc bấy giờ, nhưng lọt vào top 20 trên bảng xếp hạng sóng phát thanh tại đây, nơi nó đạt vị trí thứ 11.
Video ca nhạc cho "Do the Bartman" được đạo diễn bởi Brad Bird với nội dung mô tả tính cách đặc trưng của Bart ở loạt phim, trong đó cậu quyết định bật bài hát giữa một buổi biểu diễn văn nghệ tại Trường Tiểu học Springfield và trình diễn nó. Nó đã gặt hái nhiều lời tán dương từ giới phê bình, và nhận được một đề cử tại giải Video âm nhạc của MTV năm 1991 cho Kĩ xảo xuất sắc nhất. Năm 2009, video đã được phát sóng trước tập phim "Wedding for Disaster", như là một sự tri ân đến Jackson sau khi ông đột ngội qua đời. Ngoài việc tham gia góp giọng nền và cho phép đề cập tên của mình trong "Do the Bartman", Jackson còn tham gia làm khách mời cho tập phim năm 1991 "Stark Raving Dad" với nhân vật John Jay Smith, và sáng tác một bài hát cho tập phim "Happy Birthday Lisa" đã xuất hiện trong album Songs in the Key of Springfield (1997).

## Danh sách bài hát
Đĩa 7" tại châu Âu và Anh quốc
1. "Do the Bartman" (7" House phối/chỉnh sửa) - 3:54
2. "Do the Bartman" (LP chỉnh sửa) - 3:59

Đĩa CD tại châu Âu và Anh quốc
1. "Do the Bartman" (7" House phối/chỉnh sửa) - 3:54
2. "Do the Bartman" (LP chỉnh sửa) - 3:59
3. "Do the Bartman" (Bad Bart House phối) - 4:49
4. "Do the Bartman" (A Cappella) - 3:44

## Xếp hạng
| Bảng xếp hạng (1990-91)            | Vị trí cao nhất |
| ---------------------------------- | --------------- |
| Úc (ARIA)                          | 1               |
| Áo (Ö3 Austria Top 40)             | 17              |
| Bỉ (Ultratop 50 Flanders)          | 4               |
| Canada (RPM)                       | 14              |
| Đan Mạch (Tracklisten)             | 5               |
| Châu Âu (European Hot 100 Singles) | 2               |
| Phần Lan (Suomen virallinen lista) | 5               |
| Đức (Official German Charts)       | 5               |
| Ireland (IRMA)                     | 1               |
| Hà Lan (Single Top 100)            | 2               |
| Hà Lan (Single Top 100)            | 3               |
| New Zealand (Recorded Music NZ)    | 1               |
| Na Uy (VG-lista)                   | 1               |
| Tây Ban Nha (AFYVE)                | 2               |
| Thụy Điển (Sverigetopplistan)      | 3               |
| Thụy Sĩ (Schweizer Hitparade)      | 12              |
| Anh Quốc (OCC)                     | 1               |
| Hoa Kỳ Hot 100 Airplay (Billboard) | 11              |

| Bảng xếp hạng (1991)                 | Vị trí |
| ------------------------------------ | ------ |
| Australia (ARIA)                     | 11     |
| Belgium (Ultratop 50 Flanders)       | 58     |
| Denmark (Tracklisten)                | 42     |
| Europe (European Hot 100 Singles)    | 13     |
| Germany (Official German Charts)     | 42     |
| Netherlands (Dutch Top 40)           | 23     |
| Netherlands (Single Top 100)         | 24     |
| New Zealand (Recorded Music NZ)      | 10     |
| Norway Spring Period (VG-lista)      | 9      |
| Norway Winter Period (VG-lista)      | 7      |
| UK Singles (Official Charts Company) | 5      |

## Chứng nhận
| Quốc gia                                                                           | Chứng nhận | Số đơn vị/doanh số chứng nhận |
| ---------------------------------------------------------------------------------- | ---------- | ----------------------------- |
| Úc (ARIA)                                                                          | Vàng       | 35.000^                       |
| New Zealand (RMNZ)                                                                 | Vàng       | 5.000*                        |
| Thụy Điển (GLF)                                                                    | Vàng       | 25.000^                       |
| Anh Quốc (BPI)                                                                     | Vàng       | 451,000                       |
| * Chứng nhận dựa theo doanh số tiêu thụ. ^ Chứng nhận dựa theo doanh số nhập hàng. |            |                               |